# اره‌کوسه‌ای‌ها
اره‌کوسه‌ای‌ها (نام علمی: Pristiophorus) نام یک سرده از تیره اره‌کوسه است.

## گونه‌ها
در حال حاضر ۷ گونه در این سرده قرار دارد:
- اره‌کوسه درازبینی (Latham, 1794) (Longnose sawshark)
- اره‌کوسه گرمسیری Yearsley, Last & W. T. White, 2008 (Tropical sawshark)
- اره‌کوسه ژاپنی آلبرت گونتر،  1870 (Japanese sawshark)
- اره‌کوسه فیلیپینی Ebert & Wilms, 2013 (Lana's sawshark)[۲]
- Pristiophorus nancyae Ebert & Cailliet, 2011 (African dwarf sawshark)[۳]
- اره‌کوسه کوتاه‌بینی آلبرت گونتر،  1870 (Shortnose sawshark)
- اره‌کوسه باهاما S. Springer & Bullis, 1960 (Bahamas sawshark)